# Jitka Klimková
Jitka Klimková est une joueuse et entraîneuse de football tchèque, née le 20 août 1974. 

## Biographie
Jitka Klimková passe toute sa carrière de footballeuse dans des clubs tchèques. Elle joue de 1991 à 1992 au Sokol Čejč, de 1992 à 1995 au Slávia Holíč et de 1995 à 2003 au Compex Otrokovice. Elle compte 8 sélections en équipe de Slovaquie de 1992 à 1995 et deux sélections en sélection tchèque, de 2000 à 2001. 
Klimková met un terme à sa carrière de joueuse en 2003 et devient entraîneur assistant au Compex Otrokovice avant de prendre le poste principal en 2004. Elle est aussi de 2009 à 2010 sélectionneuse de l'équipe de République tchèque de football féminin des moins de 19 ans, et est vice-présidente de la Commission de football féminin de la Fédération de République tchèque de football. Elle est la première Tchèque à obtenir une licence d'entraîneur par l'UEFA en janvier 2010, ce qui lui permet d'entraîner une équipe professionnelle de première division masculine. Elle rejoint en 2011 le Canberra United en Australie et remporte le Championnat d'Australie de football féminin 2011-2012.
En septembre 2021, elle est nommée sélectionneuse de l'équipe de Nouvelle-Zélande, signant un contrat jusqu'en 2027.